# Armit River
Der Armit River ist ein 102 km langer Zufluss des Red Deer Lake in den kanadischen Provinzen Manitoba und Saskatchewan.

## Verlauf
Der Armit River hat seinen Ursprung in den Porcupine Hills im 725 m hoch gelegenen See Armit Lake. Er fließt in überwiegend nördlicher Richtung durch eine von borealem Nadelwald geprägte Hügellandschaft. Er überquert dabei mehrmals die Provinzgrenze zwischen Manitoba und Saskatchewan. Am Oberlauf liegen die beiden kleinen Seen „Little Armit Lake“ und „Muskeg Lake“. Zwischen den Flusskilometern 74 und 66 durchfließt der Armit River die Schlucht „Armit River Canyon“ (⊙). Bei Flusskilometer 42 kreuzt der Manitoba Highway 3 den Flusslauf. Dort befindet sich der Rastplatz „Armit River Recreation Site“ (⊙). Bei Flusskilometer 30 mündet der Little Armit River, der bedeutendste Nebenfluss, linksseitig in den Armit River.
Der Flusslauf hat sich in Mündungsnähe in der jüngeren Vergangenheit verändert. Etwa 8 Kilometer oberhalb der gegenwärtigen Flussmündung floss der Armit River früher in nordöstlicher Richtung zum Seeufer. Dieser frühere Flusslauf führt nun nur noch sehr wenig Wasser und ist offenbar vom eigentlichen Fluss weitgehend abgeschnitten. Der Armit River fließt heute an dieser Stelle nach Norden, wo er auf den Grassy River trifft und anschließend auf den letzten 6 Kilometern in dessen Flussbett unmittelbar südlich vom Red Deer River zur „Grassy Bay“ im Südwesten des Red Deer Lake fließt.

## Flussfauna
Mit dem Zwecke des Aufbaus einer Population von Angelfischen werden seit 1958 Jungfische des Bachsaiblings im Armit River ausgesetzt. Zwischen 1991 und 1993 wurden mehr als 32.000 Jungfische der Cutthroat-Forelle im Fluss ausgesetzt. Die Fischart konnte sich jedoch nicht im Fluss etablieren. Seit 2020 werden Jungfische der Atlantischen Forelle im Armit River ausgesetzt, offenbar mit dem Zweck die Angelfischarten im Fluss zu diversifizieren, da jede Fischart andere Lebensräume und ökologische Nischen bevorzugt.